# スモーキー・メディスン
スモーキー・メディスン (Smoky Medicine) は、日本のロックバンド。

## 歴史
1973年から1974年にかけて活動したアマチュアバンドであったが、メンバーがChar、金子マリ、鳴瀬喜博といった後に著名となるミュージシャン揃いで、現在では伝説のロックバンドである。
Charと佐藤準・藤井章司が在籍していたバンド「Shock」、およびCharと鳴瀬が在籍していたバンド「Bad Scene」（キングレコードからシングル「すべてがわかる時/ロックンロールをふっとばせ」にてメジャーデビュー済み）の両バンド解散後に、Charが面識のあった金子を誘い結成された。ライブ活動のほかロック・フェスティバルへの参加、別名義でのオムニバス・アルバムへの参加、バックバンドとしての活動を行ったものの、売込み用のデモテープを制作した以外はバンド名義でのシングルやアルバムは一作も残さず、メジャーデビューしないまま解散した。
1982年、Charのソロ・アルバム『Moon Child』に、スモーキー・メディスンとして「Show What You’ve Got Inside Of You -Mama-」「Joy To The World（スリー・ドッグ・ナイトのカバー）」の2曲が収録された。
2002年4月27日、四人囃子との対バンライブにて、佐藤を除いたメンバーによる「スモーキー・メディスソ」として再結成し、5月1日 - 2日にも対バンライブを開催。2008年4月20日には、佐藤も加えたフルメンバーで再々結成し、初のワンマンライブを行った。
2009年2月6日、藤井が死去したため、オリジナルメンバーでの再結成は不可能となった。同年発売された、鳴瀬の還暦記念アルバム『宴暦 EN REKI 〜NARUCHO 60 YEARS』には、1974年にリリースされた企画アルバム「ゴーゴー大パーティー 第4回 ロック・インパルス」の楽曲「Tutti Flutti」（「マイティ・マウス」名義）が収録された。
2023年5月13日、日比谷野音100周年記念イベントにて再結成。ドラムは縁の深い古田たかしと、藤井の実弟である藤井修が務めた。
2024年9月21日、アルバム『Smoky Medicine 1974 Live -Joy To The World-』発売。1974年5月3日の渋谷ジァン・ジァンでのライブ音源、同年7月17日の池袋シアターグリーンでのライブ音源、同年5月にエレックレコードのスタジオで録音されたデモ音源が収録されたCDと、前述の2023年日比谷野音でのライブを収録したBlu-ray・DVDがセットとなっている。
2025年7月4日、Charの古希（70歳）を記念して日本武道館で開催されたスペシャルライブ「Char Nippon Budokan Live 2025 - Purple Phase Jam」に「Smoky Medicine Jam」名義で藤井を除くオリジナルメンバー全員が再集結。ドラムは2023年と同じく古田たかしが務めた。

## メンバー
- Char - ギター
- 金子マリ - ボーカル
- 鳴瀬喜博 - ベース
- 藤井章司 - ドラム
- 佐藤準 - キーボード